# August Hengst
Heinrich Ludwig August Hengst (geboren 20. Februar 1796 in Hannover; gestorben 18. Mai 1868 ebenda) war ein deutscher Bildhauer und Hof-Vergolder von König Ernst August von Hannover.

## Leben

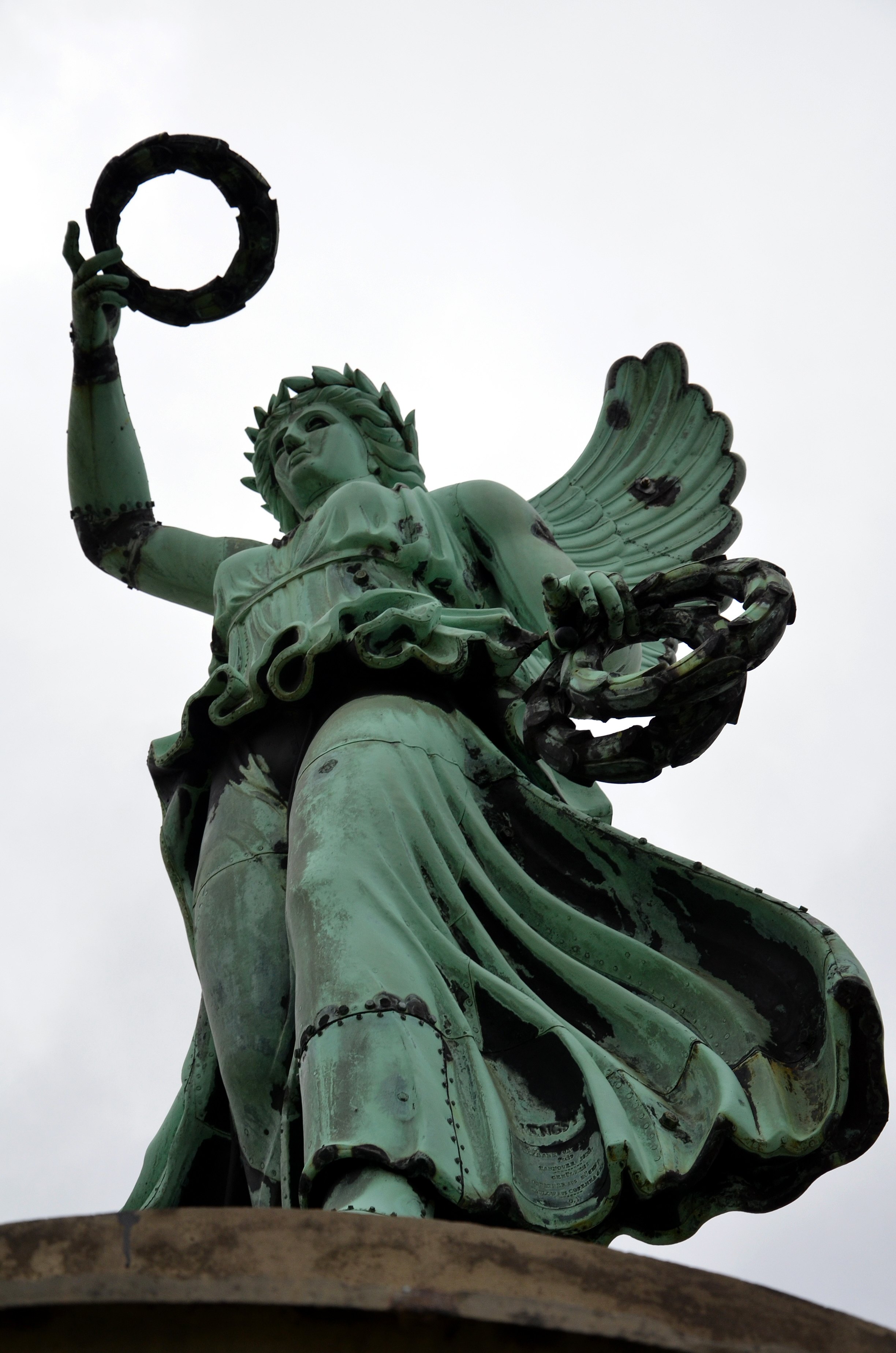
Die Skulptur der aus der römischen Mythologie hergeleiteten Siegesgöttin Victoria auf der Waterloosäule in Hannover wurde durch den Bildhauer August Hengst geschaffen und durch die Kupferschmiede Conrad und Franz Beckmann ausgeführt sowie verschiedene „Gehülfen“. Die Künstlersignatur findet sich in einer Gewandfalte nahe dem linken Fuß der Skulptur, wo auch eine gesondert angebrachte Tafel über weitere Details informiert.

### Familie
August Hengst war der Onkel des Bildhauers Ferdinand Hartzer sowie Lehrer des Bildhauers Heinrich Kümmel. Er war verheiratet mit Marianne Molthan, Tochter des Hofvergolders und Bildhauers Johann Wilhelm Ludolph Molthan und Schwester des Architekten Justus Heinrich Jacob Molthan.

### Werdegang
1820 schuf Hengst, gemeinsam mit dem Hofmaurermeister Ernst Ludwig Taentzel, das Allianzwappen am Alten Palais für Herzog Adolph Friedrich, Herzog von Cambridge und seine Gemahlin, Auguste von Hessen, Duchess of Cambridge und Vizekönigin im Königreich Hannover.
Für die nach Plänen von Georg Ludwig Friedrich Laves zwischen 1826 und 1832 geschaffene Waterloosäule entwarf Hengst die Victoria-Statue, die durch die Kupferschmiede Conrad und Franz Beckmann und „Gehülfen“ ausgearbeitet wurde.
1842 wurde Hengst Mitbegründer des Hannoverschen Künstlervereins.
Um 1850 lieferte er den Entwurf für das Standbild Gotthold Ephraim Lessings auf dem Altan des Opernhauses in Hannover.